# Franco Nucci
Franco Nucci (* 1929 in Mailand) ist ein italienischer Dokumentarfilmer und Filmregisseur.
Nucci war in den 1960er Jahren als Dokumentarist von Werken wie Vve come le bambole oder Cieli puliti und Pio Mariani e la sua miniera in Erscheinung getreten, bevor er 1974 und 1976 zwei Spielfilme nach eigenen Büchern drehte: Il giudice e la minorenne verließ sich dabei fast ganz auf die äußerlichen Attribute seiner weiblichen Darstellerinnen, und Stangata in famiglia bot mit Piero Mazzarella in einer Hauptrolle eine anspruchslose Komödie.

## Filmografie
- 1974: Il giudice e la minorenne
- 1976: Stangata in famiglia